# Sumberkradenan
Sumberkradenan is een bestuurslaag in het regentschap Malang van de provincie Oost-Java, Indonesië. Sumberkradenan telt 6289 inwoners (volkstelling 2010).